# Introdução à Vida Devota
Introdução à Vida Devota (francês: Introduction à la vie dévote) é um livro escrito por São Francisco de Sales, a primeira edição foi publicada em 1609. A edição final foi publicada em 1619, antes da morte de Francisco em 1622. Gozou de grande popularidade, e foi bem recebido tanto por protestantes e católicos, o que se evidencia por sua tradução para todas as principais línguas e idiomas. É tipicamente categorizado como uma forma de leitura conhecida como Lectio divina ("leitura divina"), baseada na prática monástica cristã da leitura espiritual. Como a Imitação de Cristo por Tomás de Kempis, é considerado um clássico espiritual na tradição cristã. O trabalho também é usado como um guia na direção espiritual cristã.

## Autor
Francisco de Sales foi bispo de Genebra no século XVII e declarado santo e Doutor da Igreja pela Igreja Católica. Ficou famoso por sua profunda fé e por sua abordagem gentil aos conflitos religiosos que inflamaram sua diocese durante a Reforma Protestante. Escreveu também muitas obras sobre direção e formação espiritual, particularmente a "Introdução à Vida Devota" e o "Tratado do Amor de Deus".
Francisco nasceu em 21 de agosto de 1567 no Castelo de Sales na nobre família dos Sales do Ducado de Saboia, território onde hoje está Thorens-Glières, na Alta Saboia, na França. Seu pai era François de Sales, senhor de Boisy, em Sales, e Novel. Sua mãe era Françoise de Sionnaz, filha única de um proeminente magistrado de linhagem nobre. O pai de Francisco queria que ele, o primogênito de seis filhos, estudasse nas melhores escolas para prepará-lo para a magistratura. Por isso, Francisco teve uma educação diferenciada nas cidades vizinhas de La Roche-sur-Foron e Annecy.

## História
Durante sua vida, Francisco de Sales deu orientação espiritual a muitas pessoas. Introdução à Vida Devota é uma compilação de cartas e anotações usadas na direção espiritual de sua prima, Madame Marie de Charmoisy, esposa de um embaixador do Ducado de Sabóia. A correspondência começou quando Madame de Charmoisy, em Annecy, confidenciou a Francisco seu desejo de piedade em meio às lutas e distrações associadas à vida na corte. Quando Madame de Charmoisy retornou a Paris, ela mostrou as cartas ao seu confessor, o padre jesuíta Jean Fourier, que encorajou Francisco a publicá-las. Foi publicado pela primeira vez em janeiro de 1609.

## Finalidade
Enquanto as cartas são endereçadas a "Philothea" (Amante de Deus), elas incluem a substância da correspondência com os outros, assim como Marie de Charmoisy. Francisco explicou: "Dirijo minhas palavras para Philothea, uma vez que desejo dirigir o que foi primeiramente escrito a uma só pessoa para o benefício geral de muitas almas".
Ao contrário de muitos outros escritos nesta categoria, distingue-se dirigindo-se a todos os cristãos em qualquer estado de vida, em vez de apenas aqueles que foram chamados para uma vocação religiosa. Carlos Borromeo teve uma grande influência sobre Francisco de Sales por causa de sua abordagem pastoral para trazer a devoção em todo mundo cristão.
Francisco escreveu: "Meu propósito é instruir aqueles que moram na cidade, dentro das famílias ou na corte, e são obrigados a viver uma vida comum quanto às aparências externas". "É um erro, na verdade uma heresia, querer banir a vida devota da companhia dos soldados, da oficina dos artesãos, da corte dos príncipes, da casa dos casados […] Onde quer que estejamos, podemos e devemos aspirar à vida perfeita".
A "Introdução" é composta de cinco partes ou "livros", cada um referente a um estágio da jornada espiritual do cristão.
- Parte I: Alcançando uma resolução firme para a vida devota
- Parte II: Oração e os Sacramentos
- Parte III: A Prática da Virtude (paciência, mansidão, humildade, obediência, castidade e pobreza)
- Parte IV: Algumas Tentações Ordinárias e como superá-las
- Parte V: Renovando e Confirmando a Alma na Devoção[4]

## Crítica
De acordo com Wend Williams, "Ao ler a literatura de nossa herança espiritual, é melhor estar ciente de que um autor viveu em um século anterior e escreveu em um idioma diferente e, portanto, chega a nós como uma pessoa historicamente limitada, enraizada em um contexto sociopolítico e realidade eclesial muito diferente da nossa." Ela dá como exemplo que Francisco fornece aos seus leitores uma lista de meditações que eles podem realizar enquanto participam da missa, porque em seus dias a liturgia era dita em latim e as pessoas geralmente não estavam familiarizadas com a língua. Assim, o método de participação de um paroquiano na França do século XVII seria diferente daquele de um freqüentador de igreja contemporâneo.
Este livro foi rapidamente um enorme sucesso: foi assim reimpresso mais de quarenta vezes durante a vida de São Francisco; o Rei da França Henrique IV leu-o com a Rainha Maria de Médici e ofereceu uma cópia "com diamantes".